# Saliès

Saliès este o comună în departamentul Tarn din sudul Franței. În 2009 avea o populație de 776 de locuitori.

## Evoluția populației
| An        | 1975 | 1982 | 1990 | 1999 | 2006 | 2009 |
| --------- | ---- | ---- | ---- | ---- | ---- | ---- |
| Populație | 190  | 366  | 611  | 646  | 746  | 776  |